# Palau presidencial de Vílnius
El Palau presidencial de Vílnius (en lituà: Prezidentūra), situat en el centre històric de Vílnius (Plaça Daukanto), és l'oficina i eventual residència oficial del president de Lituània. El palau data del segle xiv i durant la seva història ha sofert diverses reconstruccions, supervisades per arquitectes de renom, com Laurynas Gucevičius i Vasili Stàsov,. El 1997, el palau va esdevenir la seu oficial del president de Lituània.

## Història
La construcció del palau es va portar a terme al final del segle xiv, quan Ladislau II Jagelló, Gran Duc de Lituània, va emetre un edicte per donar terra en la ciutat a l'arxidiòcesi de Vílnius, per aquesta raó el palau és conegut també com a «Palau Episcopal». La construcció es va realitzar sota els auspicis del primer bisbe de la ciutat de Vílnius, Andrzej Jastrzębiec. Tot seguit, l'edifici va ser ampliat i restaurat gradualment. Durant el Renaixement, el palau va ser restaurat novament, i es van ampliar els parcs i jardins que envolten tot l'edifici.

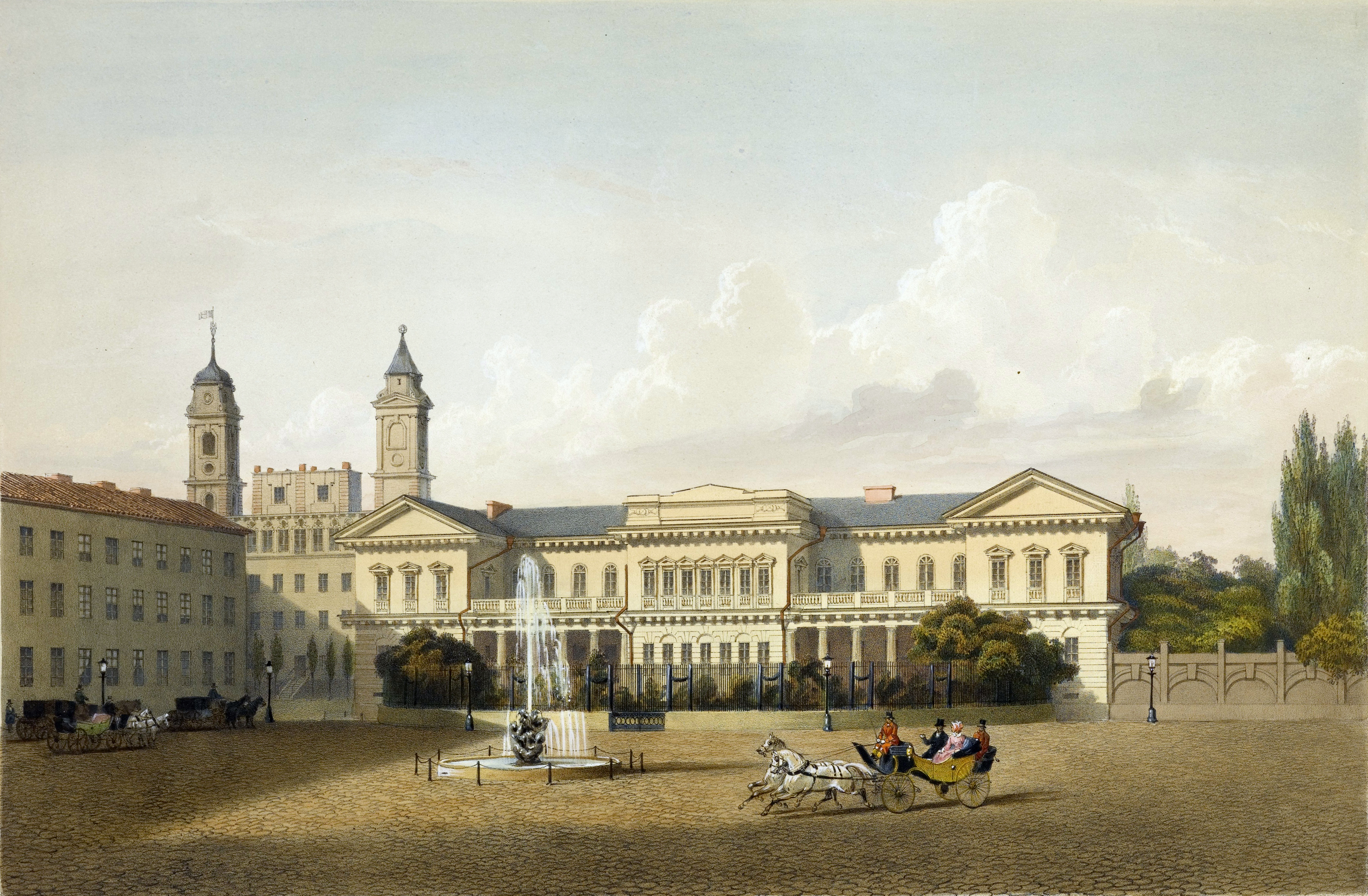
El palau l'any 1850

Durant el segle xviii, una sèrie d'esdeveniments dramàtics van tenir lloc en la història del palau: l'últim bisbe de Vílnius va viure en el palau, Lituània va ser annexionada per l'Imperi Rus, i l'edifici en si va ser molt danyat per dos grans incendis en 1737 i 1748. El palau va ser reconstruït l'any 1750 sota la direcció de l'arquitecte Laurynas Gucevičius. Després de la seva reconstrucció, el palau va ser utilitzat com a residència d'emperadors, reis i nobles. Durant 1796, el tsar Pau I de Rússia va viure en el palau. Al transcurs del segle xix, va ser la residència de diversos governadors russos imperials, com Mikhaïl Muravyov, dit «El Penjat». També va ser visitat pel futur rei de França, Lluís XVIII el 1804.
El 1812, tant el tsar Alexandre I i l'emperador francès Napoleó acostumaven a tenir el palau com la seva residència. Durant la invasió napoleònica de Rússia, es van organitzar les operacions militars i les unitats de l'exèrcit lituà en aquest palau, entre ells cinc regiments d'infanteria, quatre regiments de cavalleria, i la Guàrdia Nacional de Vílnius. Es van rebre en aquest palau nobles lituans, els funcionaris acabats de nomenar de l'administració, i d'altres dignataris. Després de la derrota de Napoleó el 1812, el palau va ser utilitzat per a cerimònies oficials, va ser aquí on l'aleshores general Mikhaïl Kutúzov va rebre l'Orde de Sant Jordi, la més alta condecoració russa. Entre 1824 i 1834 va ser reconstruït per l'arquitecte de Sant Petersburg, Vasili Stàsov, en estil Imperi, sota la supervisió de Karol Podczaszyński. La reconstrucció del palau de Stàsov s'ha mantingut fins als nostres dies.

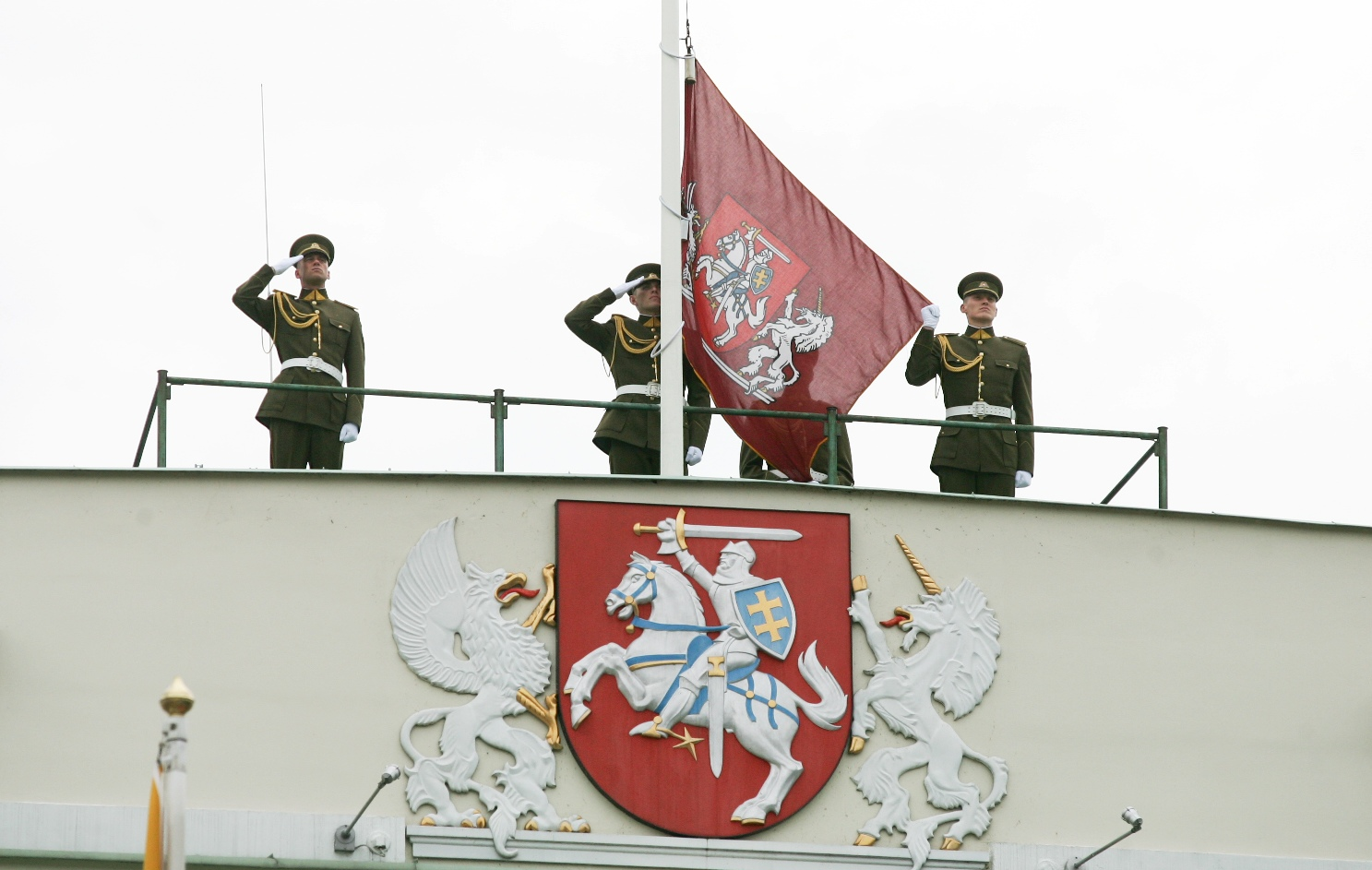
Bandera presidencial a dalt de l'edifici.

Després que Lituània recuperés la seva independència el 1918, el palau va albergar el Ministeri de Relacions Exteriors i l'agència de notícies ELTA fins al seu trasllat a Polònia el 1920. Va tornar a ser restaurat el 1930 per Stefan Narębski. Després de la Segona Guerra Mundial, el palau va servir com a Centre d'oficials militars, i més tard va albergar diversos artistes lituans. El palau va ser adaptat gradualment per al seu ús com a oficina presidencial, i des de 1997 com a Oficina del President de Lituània. Una bandera amb l'escut d'armes del president es mostra quan es troba a la ciutat o al palau.